# Sebastian Gessl
Sebastian Gessl (* 30. Juni 1996) ist ein österreichischer Fußballtorwart.

## Karriere

### Verein
Gessl begann seine Karriere beim ATSV Hollabrunn. Im November 2006 kam er in die Jugend des SK Rapid Wien, bei dem er später auch in der Akademie spielen sollte. Im April 2012 stand er gegen den SKU Amstetten erstmals im Kader der Amateure von Rapid, kam jedoch zu keinem Einsatz.
Zur Saison 2014/15 wechselte er nach Deutschland zum Karlsruher SC. Im August 2014 stand er gegen den Bahlinger SC erstmals im Kader der fünftklassigen Zweitmannschaft des KSC. Im Oktober 2014 debütierte er gegen den 1. FC Kaiserslautern für die U-19-Mannschaft in der A-Junioren-Bundesliga. Bis Saisonende kam er zu drei Einsätzen für die A-Junioren. Im Oktober 2015 debütierte er für die Zweitmannschaft in der Oberliga, als er am zwölften Spieltag der Saison 2015/16 gegen den FC Germania Friedrichstal in der Halbzeitpause für Florian Stritzel eingewechselt wurde. Bis Saisonende kam er zu zwölf Einsätzen in der Oberliga.
In der Saison 2016/17 absolvierte er sieben Spiele für die Zweitmannschaft. Zur Saison 2017/18 rückte er in den Kader der drittklassigen Profis des KSC. Für diese kam er in jener Saison jedoch zu keinem Einsatz, allerdings absolvierte er 14 Spiele in der Oberliga für die Zweitmannschaft.
Zur Saison 2018/19 wechselte er zur viertklassigen Zweitmannschaft der TSG 1899 Hoffenheim. Sein Debüt in der Regionalliga gab er im März 2019, als er am 24. Spieltag jener Saison gegen den FC 08 Homburg in der Startelf stand. Bis Saisonende kam er zu neun Einsätzen in der Regionalliga.
Zur Saison 2019/20 kehrte er nach Österreich zurück und wechselte zum Zweitligisten SV Horn. Sein Debüt in der 2. Liga gab er im Juli 2019, als er am ersten Spieltag jener Saison gegen die Zweitmannschaft des FK Austria Wien in der Startelf stand. In zwei Spielzeiten kam er zu insgesamt 22 Zweitligaeinsätzen für die Horner. Nach der Saison 2020/21 verließ er den Verein. Nach einem halben Jahr ohne Verein wechselte er im Jänner 2022 zum viertklassigen ASV Siegendorf. Mit den Siegendorfern wurde er noch in derselben Saison Burgenländischer Pokalsieger, sowie Meister der Burgenlandliga und stieg in weiterer Folge mit dem Team in die Regionalliga Ost auf. In der Ostliga kam er zu 21 Einsätzen für das Team, mit dem er zu Saisonende aber direkt wieder aus der dritten Liga abstieg.
Zur Saison 2023/24 wechselte Gessl daraufhin zum viertklassigen SC Zwettl.
Zur Saison 2024/25 wechselte Gessl innerhalb der gleichen Liga, Niederösterreichische Landesliga, zum SC Retz.

### Nationalmannschaft
Gessl absolvierte im Mai 2011 ein Spiel für die österreichische U-16-Auswahl.